# Podsavezna nogometna liga Slavonski Brod 1960./61.
Podsavezna nogometna liga Slavonski Brod (također i kao Liga Nogometnog podsaveza Slavonski Brod) je bila liga četvrtog stupnja nogometnog prvenstva Jugoslavije u sezoni 1960./61. Sudjelovalo je 10 klubova, a prvak je bio "Radnički" iz tadašnje Slavonske Požege. 

## Ljestvica
| mj. | klub                       | ut. | pob. | ner. | por. | gol+ | gol- | bod |
| --- | -------------------------- | --- | ---- | ---- | ---- | ---- | ---- | --- |
| 1.  | Radnički Slavonska Požega  | 18  | 12   | 3    | 3    | 56   | 29   | 27  |
| 2.  | Borac Podvinje             | 18  | 11   | 3    | 4    | 48   | 25   | 25  |
| 3.  | Budućnost Donji Andrijevci | 18  | 9    | 5    | 4    | 64   | 37   | 23  |
| 4.  | Hajduk Sijekovac           | 18  | 10   | 2    | 6    | 36   | 30   | 22  |
| 5.  | Sloga Nova Gradiška        | 18  | 8    | 5    | 5    | 45   | 29   | 21  |
| 6.  | Bratstvo Vranovci          | 18  | 7    | 5    | 6    | 49   | 37   | 19  |
| 7.  | Radnik Oriovac             | 18  | 4    | 5    | 9    | 30   | 46   | 13  |
| 8.  | Slavija Pleternica         | 18  | 5    | 3    | 10   | 37   | 53   | 13  |
| 9.  | Šokadija Strizivojna       | 18  | 5    | 2    | 11   | 28   | 57   | 12  |
| 10. | Borac Nova Gradiška        | 18  | 1    | 4    | 13   | 20   | 70   | 6   |

- Slavonska Požega – tadašnji naziv za Požegu
- klub iz Bosne i Hercegovine. "Hajduk" Sijekovac

## Rezultatska križaljka
| kratica | klub                       | BORNG | BORSP | BRA | BUD | HAJ | RADČ | RADN | SLA | SLO | ŠOK |
| --- | -------------------------- | ----- | ----- | --- | --- | --- | ---- | ---- | --- | --- | --- |
| BORNG | Borac Nova Gradiška        |       |       |     |     |     |      |      |     |     |     |
| BORSP | Borac Podvinje             |       |       |     |     |     |      |      |     |     |     |
| BRA | Bratstvo Vranovci          |       |       |     |     |     |      |      |     |     |     |
| BUD | Budućnost Donji Andrijevci |       |       |     |     |     |      |      |     |     |     |
| HAJ | Hajduk Sijekovac           |       |       |     |     |     |      |      |     |     |     |
| RADČ | Radnički Slavonska Požega  |       |       |     |     |     |      |      |     |     |     |
| RADN | Radnik Oriovac             |       |       |     |     |     |      |      |     |     |     |
| SLA | Slavija Pleternica         |       |       |     |     |     |      |      |     |     |     |
| SLO | Sloga Nova Gradiška        |       |       |     |     |     |      |      |     |     |     |
| ŠOK | Šokadija Strizivojna       |       |       |     |     |     |      |      |     |     |     |
| |                            |       |       |     |     |     |      |      |     |     |     |
| podebljan rezultat - utakmice od 1. do 9. kola (1. utakmica između klubova) rezultat normalne debljine - utakmice od 10. do 18. kola (2. utakmica između klubova) rezultat nakošen - nije vidljiv redoslijed odigravanja međusobnih utakmica iz dostupnih izvora rezultat smanjen * - iz dostupnih izvora nije uočljiv domaćin susreta prekrižen rezultat - poništena ili brisana utakmica p - utakmica prekinuta 3:0 p.f. / 0:3 p.f. - rezultat 3:0 bez borbe |                            |       |       |     |     |     |      |      |     |     |     |

 Izvori:

## Unutrašnje poveznice
- Slavonska zona 1960./61.
- Podsavezna liga Vinkovci 1960./61.